# 佐村嘉一郎
佐村 嘉一郎（さむら かいちろう、1880年（明治13年）11月13日 - 1964年（昭和39年）11月6日）は、日本の柔道家。段位称号は講道館柔道十段、大日本武徳会柔道範士。講道館柔道殿堂。

## 経歴
福岡県に生まれる。幼時より講道館に入り柔道を修行する。1897年（明治30年）、京都の大日本武徳会本部柔道教授となる。1903年（明治36年）8月、鹿児島の第七高等学校造士館に転じる。その後広島高等師範学校柔道教師を経て大日本武徳会本部に戻り、武術専門学校柔道部主任教授に就任。
1929年（昭和4年）、御大礼記念天覧武道大会の審判員を務める。1934年（昭和9年）、皇太子殿下御誕生奉祝天覧武道大会の審判員並びに特選乱取りに出場する。